# Melissa Fazio
Melissa Fazio (20 aprile 1979) è un'ex cestista statunitense naturalizzata italiana.
Ala di 182 cm, ha giocato in Serie A1 con Priolo, Montichiari, Como, Pozzuoli e Parma.

## Statistiche
Dati aggiornati al 25 settembre 2011
| Stagione        | Squadra         | Competizione | Partite | Partite | Partite | Statistiche tiro | Statistiche tiro | Statistiche tiro | Altre statistiche | Altre statistiche | Altre statistiche | Altre statistiche | Altre statistiche |
| Stagione        | Squadra         | Competizione | Pres.   | Titol.  | Minuti  | Tiri da 2        | Tiri da 3        | Liberi           | Rimb.             | Assist            | Rubate            | Stopp.            | Punti             |
| --------------- | --------------- | ------------ | ------- | ------- | ------- | ---------------- | ---------------- | ---------------- | ----------------- | ----------------- | ----------------- | ----------------- | ----------------- |
| 2001-2002       | Trogylos Priolo | Serie A1     | 17      |         | 389     | 59/134           | 4/20             | 33/42            | 46                | 1                 | 31                |                   | 163               |
| 2002-2003       | Acer Priolo     | Serie A1     | 18      |         | 491     | 90/181           | 1/6              | 29/35            | 73                | 9                 | 31                |                   | 212               |
| Totale carriera |                 |              |         |         |         |                  |                  |                  |                   |                   |                   |                   |                   |

## Palmarès
- Promozione dalla Serie A2 alla Serie A1: 1
Montigarda Basket: 2005-06